# Szennedzsem (XVIII. dinasztia)
Szennedzsem ókori egyiptomi hivatalnok volt a XVIII. dinasztia idején, Tutanhamon uralkodása alatt. A nevelők elöljárója volt, emellett számos más címet is viselt: „az isten atyja, akit az isten szeret” és „legyezőhordozó a király jobbján”.
Szennedzsem jelenleg csak ahmími sírjából ismert. A sír rossz állapotban maradt fenn, díszítése nagy része elpusztult. A sírt sosem fejezték be, nem tisztázott, valaha is idetemették-e Szennedzsemet. A sírban Tutanhamon neve többször is szerepel, ami bizonyítja, hogy az ő uralkodása alatt készült. A sírban említik „a dajkák elöljárója, Szenked” nevét is; a sír nyilvánvalóan a két hivatalnok közös sírjának épült. Úgy tűnik, Szennedzsem nevét szándékosan kivésték a sír feliratairól, tehát kegyvesztetté válhatott. Nem tudni, hogy ez Tutanhamon uralkodása alatt vagy később történt.

## Fordítás
- Ez a szócikk részben vagy egészben  a   Sennedjem (18th Dynasty) című angol Wikipédia-szócikk ezen változatának fordításán alapul.  Az eredeti cikk szerkesztőit annak laptörténete sorolja fel. Ez a jelzés csupán a megfogalmazás eredetét és a szerzői jogokat jelzi, nem szolgál a cikkben szereplő információk forrásmegjelöléseként.